# Noam Gonick
Noam Gonick est un réalisateur, scénariste, acteur, producteur, directeur de la photographie et monteur canadien né le 20 mars 1973 à Winnipeg (Canada).

## Filmographie

### comme réalisateur
- 1997 : 1919
- 1997 : Guy Maddin: Waiting for Twilight
- 1999 : Tinkertown
- 2001 : Hey, Happy!
- 2004 : Stryker

### comme scénariste
- 1997 : 1919
- 1997 : Guy Maddin: Waiting for Twilight
- 1999 : Tinkertown
- 2001 : Hey, Happy!
- 2004 : Stryker

### comme acteur
- 1995 : Sissy Boy Slap Party
- 1996 : Imperial Orgies : Rabbi Finkleberg
- 1997 : Nights Below Station Street : Donny the DJ
- 1997 : 1919 : Leon Cheyevsky

### comme producteur
- 2001 : Hey, Happy!
- 2004 : Stryker

### comme directeur de la photographie
- 1997 : Guy Maddin: Waiting for Twilight

### comme monteur
- 1997 : 1919